# Tomatin (Whiskybrennerei)
Tomatin [tə'matɪn] ist eine Destillerie für Whisky im Ort Tomatin in der Grafschaft Inverness-shire am östlichen Rand der Monadhliath Mountains in den nördlichen schottischen Highlands.

## Geschichte
Die Geschichte der Destillerie geht zurück auf das 15. Jahrhundert, als Viehhändler und Viehtreiber ihren Whisky von einer Brennerei im Old Laird’s House am Ort der heutigen Brennerei bezogen. 1897 wurde die Brennerei dann durch offizielle Gründung „legalisiert“. 1906 ging sie bankrott, wurde jedoch 1909 wieder eröffnet. Bis 1956 zählte sie mit zwei Stills zu den kleineren Destillerien. Damals kamen zwei Brennblasen hinzu. 1958 wurden dann zwei weitere eingebaut. 1961 wurden erneut vier Stills hinzugefügt und 1964 durch eine weitere ergänzt. Damit war Tomatin zumindest kurzfristig die einzige schottische Whiskybrennerei mit einer ungeraden Anzahl von Stills. 1974 wurden drei weitere Brennblasen eingebaut und die eigene Mälzerei stillgelegt, seitdem wird das Malz von den Glen Ord Maltings bezogen. Zum damaligen Zeitpunkt war Tomatin die größte schottische Destillerie mit einem Jahresausstoß von 12 Millionen Liter Alkohol.
1985 war Tomatin erneut insolvent und wurde 1986 von den japanischen Kapitalgebern Takara Shuzo Co. and Okara & Co. übernommen, die weitere neun Brennblasen einbauten. Takara Shuzo Co. and Okara & Co. wurden damit zu den ersten japanischen Eigentümern einer schottischen Whiskybrennerei. Seit 1998 firmiert sie unter Tomatin Distillery Co Ltd. Gemessen am Ausstoß, gehört sie heute zu den „Top-Ten-Brennereien“ Schottlands.

## Produktion

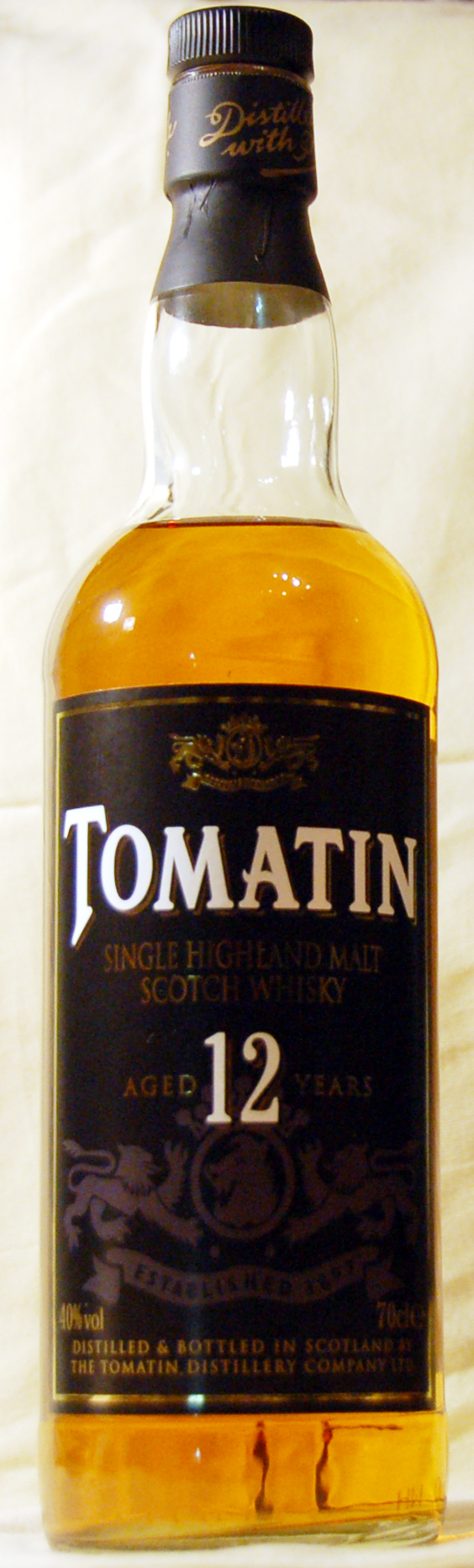
Flasche Tomatin

Die Destillerie betreibt 12 der 23 Stills und hat eine jährliche Kapazität von etwa 5 Millionen Liter reinen Alkohols bei einem Ausstoß von rund 2 Millionen Litern. Sie produziert wenig Single-Malt-Whiskys. Der Großteil des Whiskys wird für Blended Whiskys wie „Antiquary“ und „The Talisman“ verwendet.

### Produktpalette
- Tomatin Legacy
- Tomatin 12 yo
- Tomatin 14 yo Port Wood Finish
- Tomatin 15 yo (exklusiv für den Travel Retail)
- Tomain 16 yo (exklusiv für den Travel Retail)
- Tomatin 18 yo
- Tomatn 21 yo (exklusiv für den Travel Retail)[1]
- Tomatin 25 yo
- Tomatin 30 yo
- Tomatin 36 yo
- Tomatin 40 yo
- Tomatin 45 yo (exklusiv für den Travel Retail)[2][3]
- Tomatin 50 yo[4]
- Tomatin 1970 Cask Bottling
- Antiquary 12 yo
- Antiquary 21 yo
- Antiquary 1977
- The Talisman
- Tomatin Cask Strength
- Cù Bòcan (Gälisch für Geisterhund)

## Besichtigungen

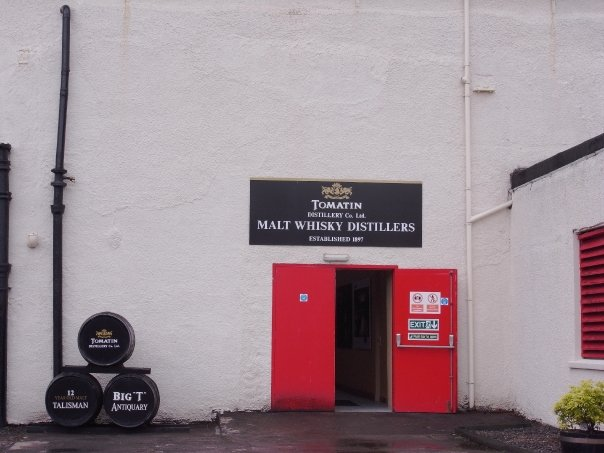
Eingang zur Destillerie

Tomatin verfügt über ein Besucherzentrum und kann besichtigt werden.

## Trivia
- 315 Meter über dem Meeresspiegel gelegen, ist sie eine der höchstgelegenen Destillerien Schottlands (Braeval 355 m, Dalwhinnie 326 m).
- Die erste schottische Destillerie in japanischem Besitz.
- Betriebswohnungen für 25 Mitarbeiterfamilien.
- Tomatin ist eine von ca. zwei Dutzend Whisky-Brennereien, die während des Whisky-Booms des späten 19. Jahrhunderts gegründet wurden und, mit kurzen Unterbrechungen, bis heute existieren.